# Laelius de amicitia

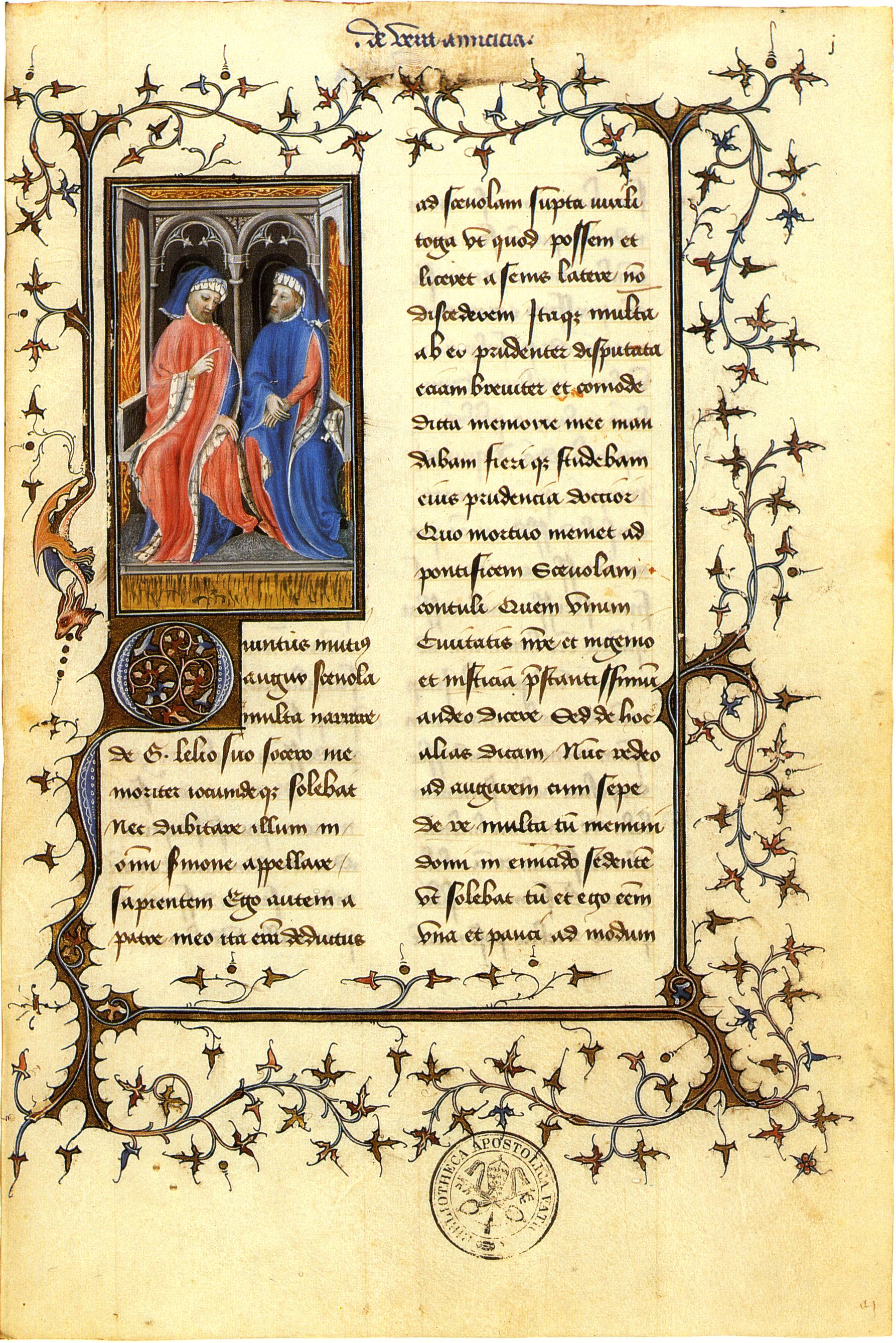
Der Anfang des Laelius de amicitia in der Handschrift Rom, Biblioteca Apostolica Vaticana, Vaticanus Palatinus lat. 1523, fol. 1r (Anfang des 15. Jahrhunderts)

Der Laelius de amicitia ist ein Werk des römischen Rechtsanwalts, Politikers, Schriftstellers und Philosophen Marcus Tullius Cicero, das wahrscheinlich im Herbst 44 v. Chr. geschrieben wurde und Ciceros Freund Titus Pomponius Atticus gewidmet ist. Das Werk ist in Dialogform geschrieben und erörtert die Freundschaft. Als Quellen können Cicero unter anderem Werke von Panaitios von Rhodos und Aristoteles (Nikomachische Ethik) gedient haben.

Der Dialog spielt im Jahr 129 v. Chr. kurz nach dem Tod von Scipio Aemilianus. Hauptfiguren sind Quintus Mucius Scaevola und Gaius Fannius sowie Gaius Laelius, von dem der Dialog seinen Namen erhielt.
Der Hauptteil des Dialogs wird durch eine Redeaufforderung des Fannius in die drei Themenbereiche Meinung über die Freundschaft, das Wesen der Freundschaft und Vorschriften in der Freundschaft geteilt.
Wichtige Themen sind in dem Werk der „Wert der Freundschaft“, das „Wesen der Freundschaft“ und die Unterscheidung zwischen einer „Freundschaft von Weisen“ und „gewöhnlicher Freundschaft“.

## Textausgaben und Übersetzungen
- Martin Biastoch: Cicero, Laelius de amicitia, Klett, Stuttgart 2012, ISBN 3-12-623166-7
- Karl Simbeck (Hrsg.): Cato maior. Laelius, Teubner, Leipzig 1917 (kritische Ausgabe)
- Cicero: Laelius. Über die Freundschaft. Übersetzung, Anmerkungen und Nachwort von Robert Feger. Reclam, Stuttgart 1986. ISBN 3-15-000868-9
- Cicero: Cato der Ältere über das Alter. Laelius über die Freundschaft. Lateinisch-deutsch, herausgegeben von Max Faltner, Artemis & Winkler, Düsseldorf ³1999.
- Jonathan G.F. Powell (Hrsg.): M. Tulli Ciceronis De re publica. De legibus. Cato maior de senectute. Laelius de amicitia. Clarendon Press, Oxford 2006 (kritische Ausgabe)